# Staffanstorps kommun
Staffanstorps kommun är en kommun i Skåne län, i före detta Malmöhus län. Centralort är Staffanstorp.
Landskapet är flackt och utgörs av slättbygd, nivåskillnaderna är små. Dominerande jordarter i kommunen är bördiga moränleror med inslag av sand och silt. En stor del av marken är uppodlad. Tidigare var just jordbruksproduktionen och den kompletterande livsmedelsindustrin av stor vikt. Dessa näringar har dock minskat i betydelse. I början av 2020-talet dominerades det lokala näringslivet av den offentliga sektorn och mindre service- och tjänsteföretag. 
Sedan kommunen bildades har befolkningstrenden varit positiv med en ökning från 11 107 personer (1970) till 25 396  personer (2020). De borgerliga partierna har dominerat styret i kommunen sedan åtminstone 1990-talet. Mandatperioden 2022–2026 styrs kommunen av Moderaterna och Sverigedemokraterna.

## Administrativ historik
Kommunens område motsvarar socknarna: Bjällerup, Brågarp, Esarp, Flackarp, Görslöv, Knästorp, Kyrkheddinge, Mölleberga, Nevishög, Särslöv, Tottarp och Uppåkra. I dessa socknar bildades vid kommunreformen 1862 landskommuner med motsvarande namn.
En del av Åkarps municipalsamhälle inrättades i Tottarps landskommun 21 november 1913 och upplöstes vid utgången av 1958.
Vid kommunreformen 1952 bildades Staffanstorps landskommun genom en sammanläggning av samtliga kommuner i området.
Staffanstorps kommun bildades vid kommunreformen 1971 genom en ombildning av Staffantorps landskommun.
Kommunen ingår sedan bildandet i Lunds domsaga.

## Geografi
Kommunen är belägen i sydvästra delen av landskapet Skåne och gränsar i norr och öster till Lunds kommun, i söder till Svedala kommun, i sydväst till Malmö kommun samt i väster till Burlövs kommun och Lomma kommun, alla i före detta Malmöhus län.

### Topografi och hydrografi
Landskapet är flackt och utgörs av slättbygd. Nivåskillnaderna är små bortsett från ett backlandskap i södra Staffanstorp och där enstaka vattendrag, exempelvis Höje å, skurit sig ner. Tidigare fanns utbredda våtmarker i Gullåkra mosse norr om tätorten och Torreberga ängar söder därom. 
Dominerande jordarter i kommunen är bördiga moränleror med inslag av sand och silt. En stor del av marken är uppodlad.
Nedan presenteras andelen av den totala ytan 2020 i kommunen jämfört med riket.
|  | Bebyggelse (12,9 %) |

|  | Skog (1,8 %) |

|  | Öppen myrmark (0,4 %) |

|  | Jordbruksmark (77,5 %) |

|  | Övrig mark (7,3 %) |

|  | Bebyggelse (3,1 %) |

|  | Skog (68,0 %) |

|  | Öppen myrmark (7,2 %) |

|  | Jordbruksmark (7,4 %) |

|  | Övrig mark (14,3 %) |

### Naturskydd
År 2023 fanns ett naturreservat i Staffanstorps kommun, Vallby mosse. Reservatet bildades 1983 och är sex hektar. Mossens vatten- och strandområden har en artrik flora som domineras av kvävegynnade arter som säv, vass, nässlor och olika arter av  starr.

### Administrativ indelning
Fram till 2016 var kommunen för befolkningsrapportering indelad i två församlingar; Sankt Staffans församling och Uppåkra församling.

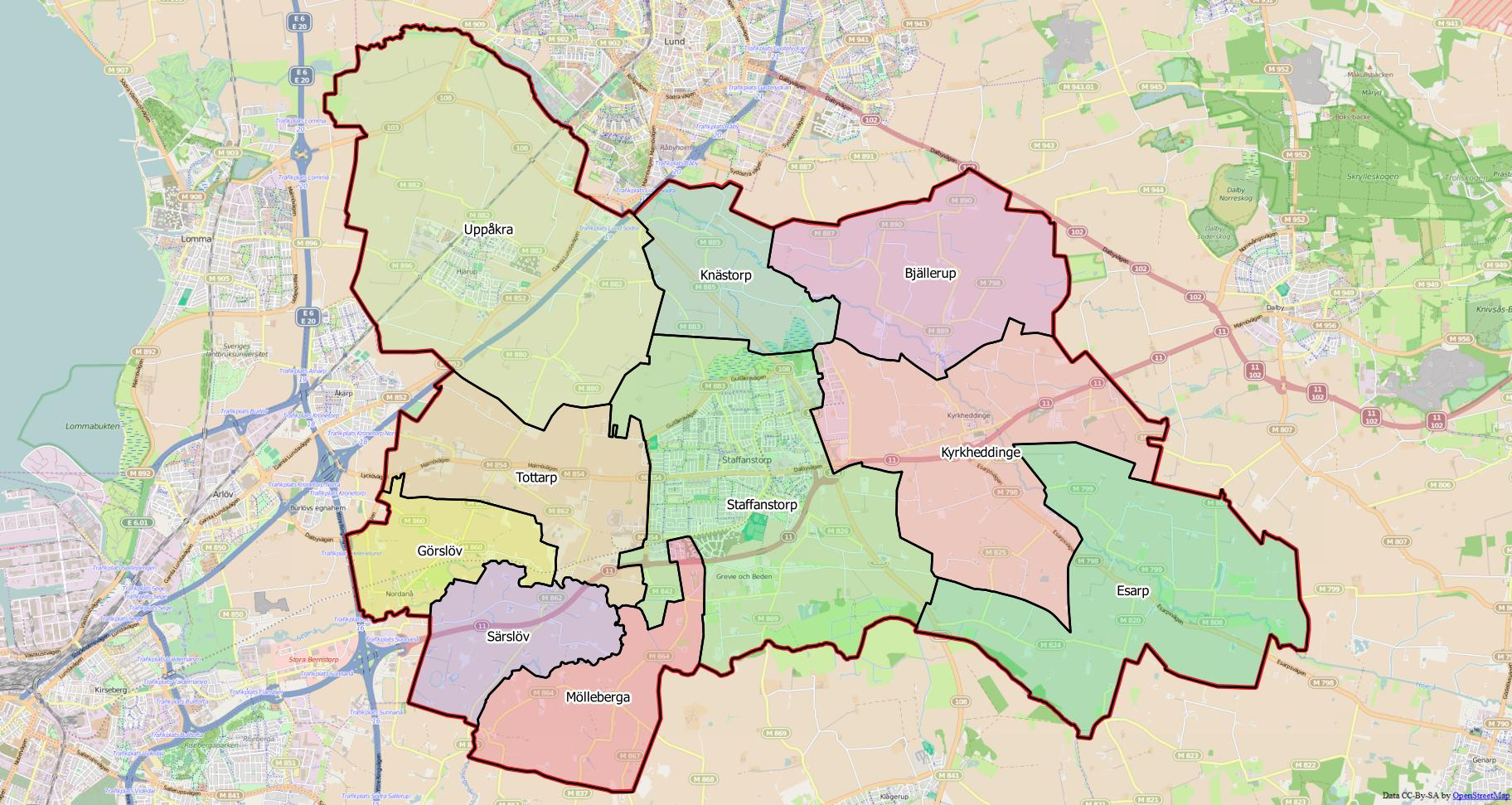
Distrikt inom Staffanstorps kommun

Från 2016 indelas kommunen istället i 10 distrikt:

- Bjällerup
- Esarp
- Görslöv
- Knästorp
- Kyrkheddinge
- Mölleberga
- Staffanstorp
- Särslöv
- Tottarp
- Uppåkra

### Tätorter
Det finns sju tätorter i Staffanstorps kommun.
I tabellen presenteras tätorterna i storleksordning per 2023. Centralorten är i fet stil. 2018 tillkom Nordanå som ny tätort.
| Nr | Tätort                    | Befolkning |
| -- | ------------------------- | ---------- |
| 1  | Staffanstorp              | 17 838     |
| 2  | Hjärup                    | 5 948      |
| 3  | Bergströmshusen (del av*) | 394        |
| 4  | Nordanå (del av**)        | 336        |
| 5  | Kyrkheddinge              | 320        |
| 6  | Åkarp (del av****)        | 13         |
| 7  | Lund (del av***)          | 12         |

* En mycket liten del av tätorten Bergströmshusen tillhör Lunds kommun, medan den större delen tillhör Staffanstorps kommun.
** En mindre del av tätorten Nordanå tillhör Burlövs kommun, medan den större delen tillhör Staffanstorps kommun.
*** En mindre del av tätorten Åkarp tillhör Staffanstorps kommun, medan den större delen tillhör Burlövs kommun.
**** En mycket liten del av tätorten Lund tillhör Staffanstorps kommun, medan den större delen tillhör Lunds kommun.

## Styre och politik

### Styre
2014–2018 styrdes Staffanstorps kommun av Moderaterna, Liberalerna, Centerpartiet och Kristdemokraterna. Sedan 2018 styrs kommunen av Moderaterna och Sverigedemokraterna. 
| 1994–1998 | S | FP |    |    |
| 1998–2002 | M | C  | KD | MP |
| 2002–2006 | M | FP | KD |    |
| 2006–2010 | M | FP | KD |    |
| 2010–2014 | M |    |    |    |
| 2014–2018 | M | C  | L  | KD |
| 2018–2022 | M | SD |    |    |
| 2022–2026 | M | SD |    |    |

### Kommunfullmäktige

#### Presidium
| Presidium 2022–2026    | Presidium 2022–2026 | Presidium 2022–2026 |
| ---------------------- | ------------------- | ------------------- |
| Ordförande             | M                   | Rickard Svensson    |
| Förste vice ordförande | M                   | Ann-Cathrine Hjerdt |
| Andre vice ordförande  | S                   | Marie Saltarski     |

Källa:

#### Lista över kommunfullmäktiges ordförande
| Namn | Namn                 | Tillträdde      | Avgick          |
| ---- | -------------------- | --------------- | --------------- |
|      | Ewa Thalén Finné (M) | tidigast 2010   | 14 oktober 2014 |
|      | Yvonne Nilsson (C)   | 15 oktober 2014 | 29 oktober 2018 |
|      | Rickard Svensson (M) | 29 oktober 2018 |                 |

#### Mandatfördelning 1970–2022
Socialdemokraterna var det största partiet i kommunvalen 1970 till 1988, 1994 och 2002. Moderaterna var största parti i valen 1991, 1998 samt 2006–2014. Näst största parti var Centerpartiet i valen 1970–1973, Moderaterna i valen 1976–1988, 1994 och 2002 samt Socialdemokraterna i valen 1991, 1998 och 2006–2014. I valet 1998 fick Moderaterna och Socialdemokraterna lika många mandat men Moderaterna fick fler röster.

Samtliga riksdagspartier finns representerade i Staffanstorps kommunfullmäktige.
| 16 | 11 | 5 | 9 |

| 32 | 9 |

| 16 | 12 | 3 | 10 |

| 29 | 12 |

| 16 | 10 | 5 | 10 |

| 29 | 12 |

|  | 15 | 7 | 5 | 13 |

| 23 | 18 |

| 17 |  | 6 | 3 | 14 |

| 27 | 14 |

| 16 |  | 4 | 5 | 15 |

| 26 | 15 |

| 15 | 2 |  | 5 | 4 | 14 |

| 25 | 16 |

| 14 |  | 4 | 4 |  | 17 |

| 29 | 12 |

| 18 |  | 2 | 3 | 3 |  | 13 |

| 27 | 14 |

|  | 15 |  |  | 3 | 2 |  | 2 | 15 |

| 28 | 13 |

|  | 16 |  | 2 | 2 | 2 | 4 | 2 | 11 |

| 23 | 18 |

| 12 | 2 | 2 |  |  | 3 | 3 |  | 16 |

| 25 | 16 |

| 10 | 2 |  | 2 |  | 2 | 3 |  | 19 |

| 25 | 16 |

|  | 11 | 3 |  | 5 | 2 | 3 |  | 14 |

| 21 | 20 |

|  | 9 | 2 | 5 | 2 | 3 |  | 18 |

| 24 | 17 |

|  | 11 |  | 4 | 2 | 3 |  | 18 |

| 25 | 16 |

### Nämnder

#### Kommunstyrelse
| Presidium 2022–2026    | Presidium 2022–2026 | Presidium 2022–2026 |
| ---------------------- | ------------------- | ------------------- |
| Ordförande             | M                   | Christian Sonesson  |
| Förste vice ordförande | M                   | Eric Tabich         |
| Andre vice ordförande  | S                   | Pierre Sjöström     |

Källa:

#### Lista över kommunstyrelsens ordförande
| Namn | Namn                   | Tillträdde     | Avgick           |
| ---- | ---------------------- | -------------- | ---------------- |
|      | Nils-Ove Mårtenson (M) | 1 januari 1999 | 31 december 2002 |
|      | Michael Sandin (M)     | 1 januari 2003 | 31 december 2012 |
|      | Christian Sonesson (M) | 1 januari 2013 |                  |

#### Övriga nämnder
| Nämnd                            | Ordförande 2023–2026 | Ordförande 2023–2026 | Förste vice ordförande | Förste vice ordförande | Andre vice ordförande | Andre vice ordförande |
| -------------------------------- | -------------------- | -------------------- | ---------------------- | ---------------------- | --------------------- | --------------------- |
| Utbildningsnämnden               | M                    | Åsa Ekstrand         | SD                     | Margit Persson Békássy | S                     | Laila Olsen           |
| Stadsbyggnadsnämnden             | M                    | Eric Tabich          | M                      | Maria Leijman          | S                     | Carina Dilton         |
| Arbetsmarknadsnämnden            | M                    | Karin Palmqvist      | SD                     | Toni Nilsson           | S                     | Torbjörn Lövendahl    |
| Omsorgsnämnden                   | M                    | Margareta Pauli      | SD                     | Richard Olsson         | S                     | Pia Jönsson           |
| Kultur- och föreningsnämnden     | M                    | Anders Sjöbeck       | M                      | Joakim Mattsson        | S                     | Richard Frid          |
| Energi-, miljö- och naturnämnden | M                    | Pierre Lindberg      | M                      | Robert Hjunstorp       | S                     | Petra Bergquist       |
| Valnämnden                       | M                    | Grzegorz Gründer     | M                      | Susanne Espinosa       | S                     | Pia Jönsson           |

Källa:

### Vänorter
Staffanstorps kommun har sju vänorter:
- Grimmen, Tyskland
- Ozzano dell'Emilia, Italien
- Vallensbæk, Danmark
- Viitasaari, Finland
- Wolin, Polen
- Kohtla-Järve, Estland
- Killarney, Irland

## Ekonomi och infrastruktur

### Näringsliv
Området som utgör kommunen ligger i ett område lämpligt för jordbruk. Tidigare var just jordbruksproduktionen och den kompletterande livsmedelsindustrin av stor vikt. Dessa har dock minskat i betydelse. I början av 2020-talet dominerades det lokala näringslivet av den offentliga sektorn och mindre service- och tjänsteföretag samt till mindre del av tillverkningsföretag. Kommunen närhet till både Malmö och Lund har bidragit till att cirka 75 procent av den förvärvsarbetande befolkningen pendlade ut ur kommunen.

### Infrastruktur

#### Transporter
Nordvästra delen av kommunen genomkorsas av E22. Från öster till väster genomkorsas kommunen också av riksväg 11 och från nordväst mot söder av länsväg 108. Nordvästra delen av kommunen genomkorsas även av Södra stambanan som trafikeras av regiontågen Pågatågen med stopp i Hjärup mellan Malmö och Lund.

## Befolkning

### Demografi

#### Befolkningsutveckling
Kommunen har 27 303 invånare (31 december 2024), vilket placerar den på 98:e plats avseende folkmängd bland Sveriges kommuner.
| Befolkningsutvecklingen i Staffanstorps kommun 1970–2024 | Befolkningsutvecklingen i Staffanstorps kommun 1970–2024 | Befolkningsutvecklingen i Staffanstorps kommun 1970–2024 | Befolkningsutvecklingen i Staffanstorps kommun 1970–2024 | Befolkningsutvecklingen i Staffanstorps kommun 1970–2024 |
| -------------------------------------------------------- | -------------------------------------------------------- | -------------------------------------------------------- | -------------------------------------------------------- | -------------------------------------------------------- |
|                                                          |                                                          |                                                          |                                                          |                                                          |
| År                                                       |                                                          |                                                          | Folkmängd                                                |                                                          |
| 1970                                                     | 1970                                                     |                                                          | 11 107                                                   |                                                          |
| 1975                                                     | 1975                                                     |                                                          | 15 819                                                   |                                                          |
| 1980                                                     | 1980                                                     |                                                          | 16 368                                                   |                                                          |
| 1985                                                     | 1985                                                     |                                                          | 17 393                                                   |                                                          |
| 1990                                                     | 1990                                                     |                                                          | 17 427                                                   |                                                          |
| 1995                                                     | 1995                                                     |                                                          | 19 062                                                   |                                                          |
| 2000                                                     | 2000                                                     |                                                          | 19 815                                                   |                                                          |
| 2005                                                     | 2005                                                     |                                                          | 20 602                                                   |                                                          |
| 2010                                                     | 2010                                                     |                                                          | 22 259                                                   |                                                          |
| 2015                                                     | 2015                                                     |                                                          | 23 119                                                   |                                                          |
| 2020                                                     | 2020                                                     |                                                          | 25 396                                                   |                                                          |
| 2024                                                     | 2024                                                     |                                                          | 27 275                                                   |                                                          |

#### Invånare efter de vanligaste födelseländerna
Följande länder är de 10 vanligaste födelseländerna för befolkningen i Staffanstorps kommun.
| Födelseland 31 december 2021 | Födelseland 31 december 2021     | Födelseland 31 december 2021 | Födelseland 31 december 2021 | Födelseland 31 december 2021 |
| ---------------------------- | -------------------------------- | ---------------------------- | ---------------------------- | ---------------------------- |
| Nr                           | Land                             | Antal                        | Andel                        | Andel i hela riket           |
| 1                            | Sverige                          | 22 362                       | 85,21 %                      | 80,00 %                      |
| 2                            | Irak                             | 343                          | 1,31 %                       | 1,40 %                       |
| 3                            | Polen                            | 287                          | 1,09 %                       | 0,91 %                       |
| 4                            | / SFR Jugoslavien/FR Jugoslavien | 253                          | 0,96 %                       | 0,60 %                       |
| 5                            | Danmark                          | 236                          | 0,90 %                       | 0,37 %                       |
| 6                            | Bosnien och Hercegovina          | 162                          | 0,62 %                       | 0,58 %                       |
| 7                            | Iran                             | 144                          | 0,55 %                       | 0,80 %                       |
| 8                            | Island                           | 139                          | 0,53 %                       | 0,06 %                       |
| 9                            | Tyskland                         | 120                          | 0,46 %                       | 0,51 %                       |
| 10                           | Rumänien                         | 113                          | 0,43 %                       | 0,32 %                       |

## Kultur

### Kulturarv
I Hjärup står den vikingatida runstenen Uppåkrastenen, rest vid slutet av järnåldersboplatsen Uppåkras storhetstid.
Omgiven av bördiga åkrar i slättlandskapet norr om Staffanstorp ligger Gullåkra by, en väl samlad bykärna med bibehållna längor från 1800-talet. I byn finns även den gamla vattenplatsen, vanningen, bevarad. Där drevs också en hälsobrunn under början av 1800-talet.

### Kommunsymboler

#### Kommunvapen
Blasonering: I fält av guld ett rött lejon med huvudet skilt från bålen och med tunga, tänder och klor blå.
Staffanstorps kommunvapen fastställdes av Kungl. Maj:t 1969 och baseras på ett sigill för Bara härad. Det registrerades sedan hos PRV 1974 enligt det nya regelverket.

#### Kommunfågel

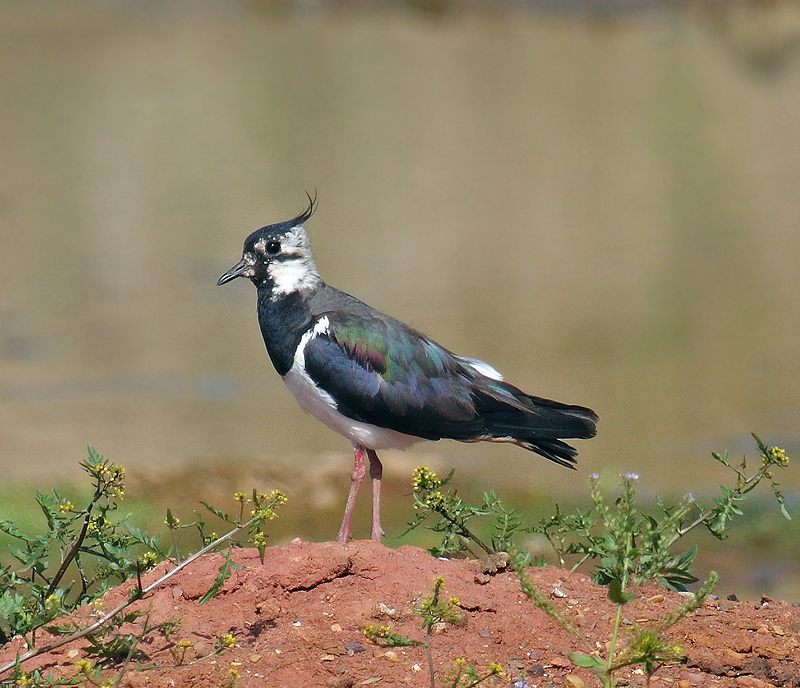
Tofsvipa

Tofsvipan är Staffanstorps kommunfågel.